# Натриев дихлоризоцианурат
Натриевият дихлоризоцианурат или натриев троклозен е химическо съединение, широко използвано като почистващ агент и дезинфектант. Това е безцветно, водоразтворимо твърдо вещество, получено в резултат на реакция на цианурова киселина с хлор. Дихидратът също е известен (51580-86-0 ), както и калиевата сол (2244-21-5 ).

## Употреби
Използва се главно като дезинфектант, биоцид и индустриален дезодорант. Среща се в някои съвременни таблетки/филтри за пречистване на вода. Той е по-ефективен от използвания преди това халазонов дезинфектант за вода. При такава употреба натриевият дихлоризоцианурат бавно освобождава хлор в ниски концентрации при относително постоянна скорост. Като дезинфектант се използва за стерилизиране на питейна вода, плувни басейни, съдове и въздух и за борба с инфекциозни заболявания като рутинен дезинфекционен агент.
Може да се използва за дезинфекция и стерилизация на околната среда, например при отглеждане на добитък, птици, риба и копринени буби, за избелване на текстил, за почистване на промишлена циркулираща вода и за предотвратяване на свиване на вълна.
Реакцията между NaDCC и разреден разтвор на меден сулфат произвежда интензивна лилава утайка на комплексната сол натриев меден дихлоризоцианурат. Реакциите между дихлоризоциануратни соли (Na, K, Li, Ba, Ca) и соли на преходни метали (Ni, Cu, Cd) са описани в патент US 3,055,889.